# Gotabaya Rajapaksa
Gotabaya Rajapaksa (ur. 20 czerwca 1949 w Palatuwa) – lankijski polityk, w latach 2005–2010 minister obrony, w latach 2019–2022 prezydent Sri Lanki. Brat byłego prezydenta i premiera Sri Lanki Mahindy Rajapaksy.

## Życiorys
Jest oskarżany o łamanie praw człowieka podczas operacji przeciwko Tamilskim Tygrysom w latach 2005–2010. Po wygranej w wyborach prezydenckich w 2019 roku, Rajapaksa został pierwszym prezydentem Sri Lanki z przeszłością w siłach zbrojnych oraz pierwszym, który nigdy nie zajmował żadnego stanowiska uzyskiwanego w wyborach powszechnych. 
W trakcie swoich rządów wzmocnił władzę wykonawczą dzięki 20. poprawce do konstytucji Sri Lanki, która w znacznym stopniu zwiększała uprawnienia prezydenta kosztem parlamentu. Rajapaksa obsadzał wysokie stanowiska państwowe członkami rodziny, a nieudolne zarządzanie gospodarką doprowadziło do bankructwa kraju, pierwszego od uzyskania niepodległości. Braki towarów, nepotyzm oraz wysoka inflacja doprowadziły w 2022 roku do masowych protestów. 9 lipca 2022 tysiące demonstrantów zajęły Pałac Prezydencki w Kolombo, a Rajapaksa poinformował przewodniczącego parlamentu, że zrezygnuje z urzędu prezydenta Sri Lanki 13 lipca 2022.
Ostatecznie do jego rezygnacji doszło 14 lipca 2022.